# Глац, Оскар
Оскар Глац (англ. Oszkár Glatz; 13 октября 1872, Будапешт — 23 февраля 1958, там же) — венгерский художник, педагог, профессор живописи, ректор (1925—1927). Лауреат Национальной премии имени Кошута (1952) и премии Корона Корвина (1930).

## Биография
Обучался живописи в Будапеште. В 1890 году учился в Мюнхенской академии художеств у Шимона Холлоши, затем в академии Жюлиана в Париже.
В 1896 году принял участие в формировании художественной колонии в Бая-Маре. С 1914 по 1938 год преподавал в Венгерском университете изобразительных искусств в Будапеште. Ректор университета изобразительных искусств (1925—1927).
Изображал жизнь крестьян в пленэрах, экспонировал свои работы на выставках, начиная с 1897 года. Первоначально был успешным портретистом. После 1900 года работал в натуралистическом стиле. Часто на полотнах изображал крестьянские фигуры в идиллических образах, используя мотивы фольклора, народные костюмы. Автор ряда импрессионистских картин.
Член общества импрессионистов и натуралистов Венгрии; писатель
, автор многих статей и публикаций за сохранение народного искусства.

## Награды
- Корона Корвина (1930)
- Премия имени Кошута (1952)
- Премия выдающимся художникам Венгерии
- Золотая медаль на выставке в Мюнхене
- Серебряная медаль на выставке в Сан-Франциско.

## Галерея

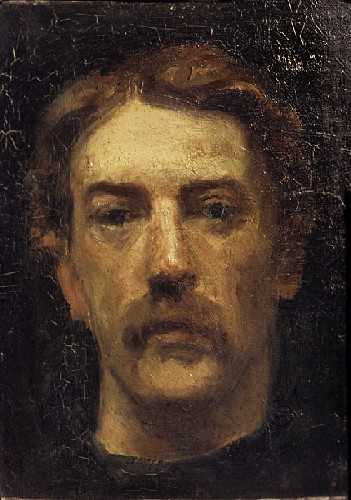
Автопортрет, 1906
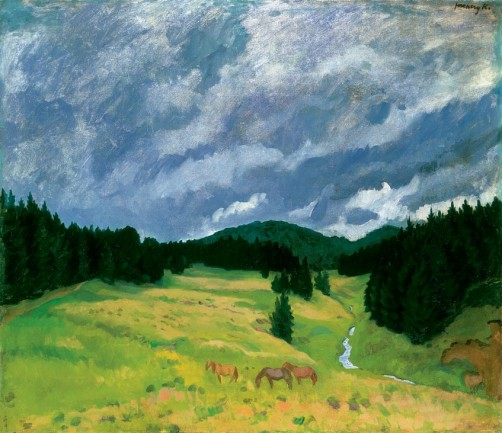
Пейзаж
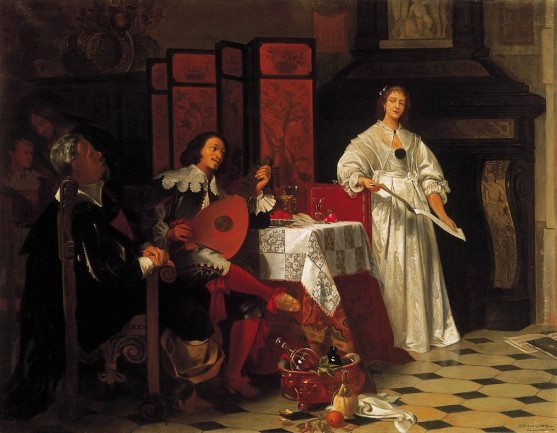
Сценка, 1912
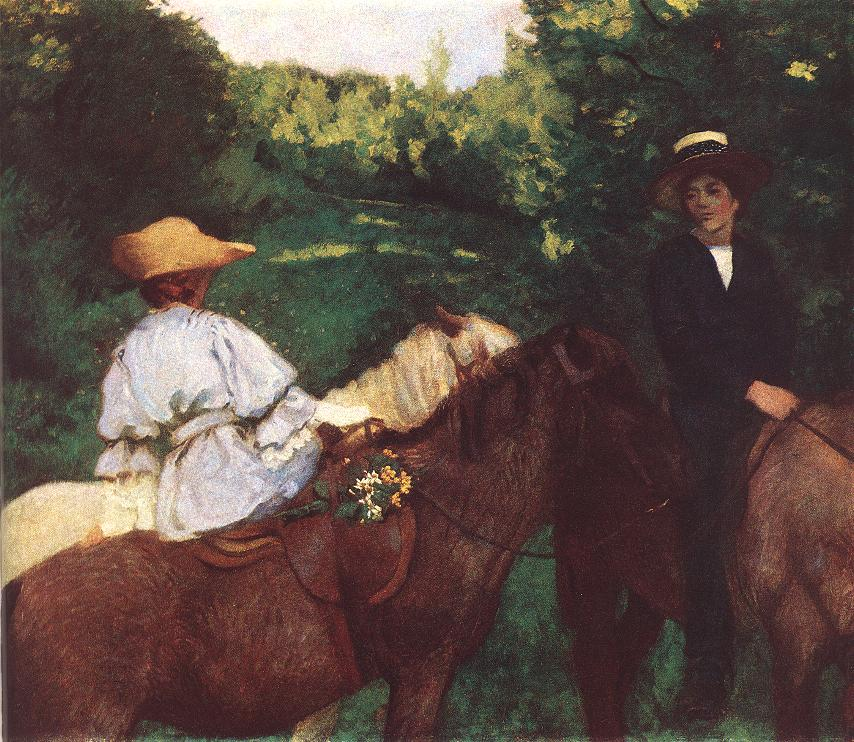
Дети на лошадях
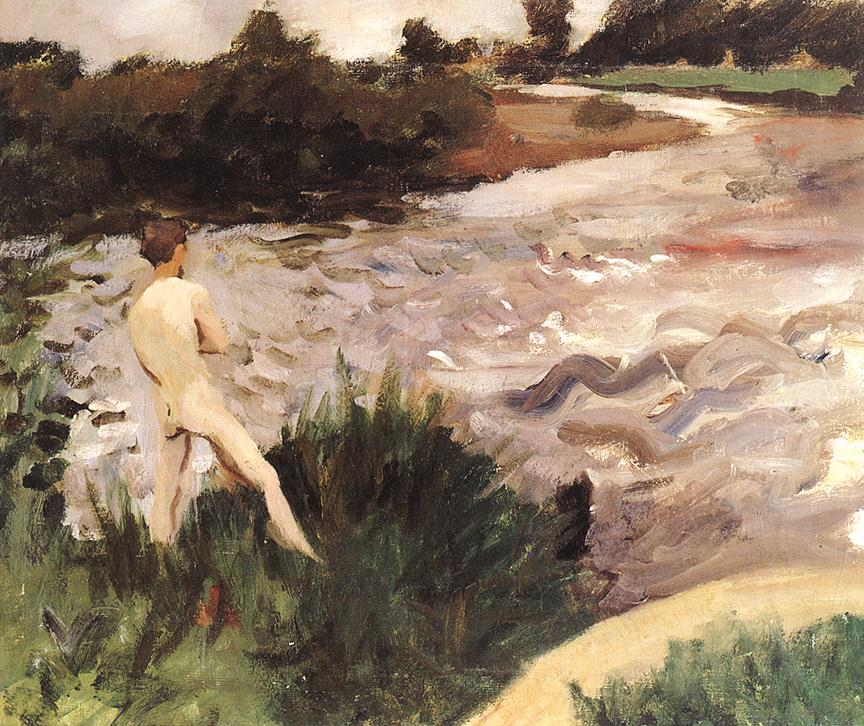
Мрачный пейзаж с купальщиком, 1913